# مخلفات تجارية
المخلفات التجارية أو النفايات التجارية (بالإنجليزية: Commercial waste)‏ هي جميع النفايات البلدية الصلبة الصادرة عن مؤسسات تجارية مثل المخازن والأسواق، ومباني المكاتب والمطاعم ومراكز التسوق، ومراكز الترفيه.